# Energy Flash
Energy Flash is een nummer uit 1990 van de Amerikaanse technoproducer Joey Beltram. Het nummer valt op door Pulsende synthgolven over beukende bassdrums en de duistere break waarin een stemsample "XTC" wordt herhaald. Om het nummer te maken is onder andere Chime van Orbital gesampled. Het nummer wordt gezien als een van de invloedrijkste platen in de historie van dancemuziek. Vooral voor de ontwikkeling van Hardcore house.
Beltram produceerde het nummer op 19-jarige leeftijd. In 1990 verscheen het op Beltram Volume 2, zijn debuut-EP voor het Belgische R&S Records. Het nummer werd in de loop van 1990-1991 populair onder dj's. Zodoende werd in de loop van 1991 het nummer opnieuw uitgebracht op de Energy Flash EP, waarop twee nieuwe nummers stonden. Deze versie werd een cubhit in Europa. In het Verenigd Koninkrijk bereikte het in september van 1991 de 52e plek in de hitlijsten.

## Tracklist
|  |  | Black Side          |      |
|  |  | Energy Flash        | 5:51 |
|  |  | Psycho Bass         | 4:52 |
|  |  | Silver Side         |      |
|  |  | My Sound            | 4:16 |
|  |  | Sub-Bass Experience | 5:01 |